# جريس كوتشي
جُرَيس كوتشي (باللاتينية: Campanula kotschyana) نوع نباتي ينتمي إلى جنس الجريس من الفصيلة الجريسية.

## الموئل والانتشار
موطنه بلاد الشام وتركيا.